# Brännlandets naturreservat
Brännlandets naturreservat är ett naturreservat i Jokkmokks kommun i Norrbottens län.
Området är naturskyddat sedan 2024 och är 45 hektar stort. Reservatet ligger nordväst om Vuollerim och består av tallskog.